# Bandeira de São Pedro da Aldeia
A bandeira da cidade de São Pedro da Aldeia, juntamente ao brasão e ao hino, é um dos símbolos oficiais do município fluminense de São Pedro da Aldeia. É composta por um fundo branco e azul e o Brasão de São Pedro da Aldeia.